# Jüdische österreichische Hochschüler:innen
Jüdische österreichische Hochschüler:innen (JöH) versteht sich als die Vertretung aller jüdischen Studierenden in Österreich mit Sitz in Wien. Die Organisation ist der Mittelpunkt des jüdischen Studierendenlebens in Österreich, unterstützt jüdische Studierende aktiv auf allen Universitäten in Österreich und ist Ansprechpartner bei Problemen an Hochschulen. Sie ist zudem politisch engagiert und organisiert etwa ein monatliches Schabbat-Essen, Veranstaltungen zu den Feiertagen sowie internationale Reisen. Unter den politischen Aktivitäten finden sich Podiumsdiskussionen, Demonstrationen, politische Versammlungen, Seminare und Workshops.

## Geschichte
Die JöH versteht sich als „Wegweiser in der akademischen Welt“ für in- und ausländische Studenten, die am „jüdischen Geschehen“ Interesse haben. Bis zum Jahr 2004 wurde die Vereinigung unter der Bezeichnung Vereinigung Jüdischer Hochschüler in Österreich (VJHÖ) geführt. Unter diesem Namen wurde sie auch am 20. März 1947 gegründet. Ein wesentlicher Schwerpunkt der JöH ist das Jüdische Leben in Wien. Der Verein ist Mitglied des Europäischen Verbands jüdischer Studenten (EUJS) und des weltweiten Verbands jüdischer Studenten (WUJS).
Die JöH nimmt regelmäßig an Gedenkveranstaltungen in Bezug auf die Verbrechen zur Zeit des Nationalsozialismus teil. Die Organisation setzt auch immer wieder Zeichen zur historischen Aufarbeitung der Vergangenheit ein, etwa bei Wiens Straßennamen. Darüber hinaus treten die JöH immer wieder gegen aktuelle Diskriminierungen, Hass, Hetze oder Verharmlosungen der Shoah auf. Im Mai 2021 traten die JöH gegen eine antisemitische Demonstration der BDS-Bewegung, der Antiimperialistischen Koordination (AIK) und dem Verein Dar-al-Janub auf, wo judenfeindliche Sprüche skandiert wurden. 2022 wurde unter anderem eine Sachverhaltsdarstellung gegen FPÖ-Chef Herbert Kickl nach einer umstrittenen Rede bei einer Demonstration gegen Maßnahmen während der COVID-19-Pandemie eingebracht.

### Jüngere Geschichte seit dem 7. Oktober 2023
Seit dem Hamas-Massaker am 7. Oktober 2023 und dem folgenden Krieg in Gaza stieg der Antisemitismus auch an europäischen Universitäten stark an, was auch in Österreich zu beobachten war. Trotz wiederholter Bitten der JöH und der Europäischen Union jüdischer Studierender verweigerte die Central European University (CEU) mit Rektorin Shalini Randeria monatelang einen Gesprächstermin mit der gewählten Vertretung jüdischer Studierender. Gleichzeitig fanden an der CEU Veranstaltungen von Akteuren der antisemitischen Bewegung Boycott, Divestment and Sanctions statt, welche von den „National and Islamic Forces in Palestine“ geleitet wird, zu denen Hamas und der Islamische Dschihad in Palästina zählen. Sämtliche österreichische Institutionen stufen die Bewegung als antisemitisch ein. Auf einer von der CEU-Studierendenvertretung finanzierten Feier riefen Studierende “Zionists get the f*** out” und stellten einen jüdischen Studierenden mit Davidstern-Kette bloß. Jüdische CEU-Studierende reichten hinsichtlich der zahlreichen antisemitischen Vorfälle einen Beschwerdebrief beim Disziplinarkomitee der Universität ein, das für Antidiskriminierung zuständig ist. Im Dezember 2023 deckte die JöH einen Vorfall auf der Universität für Angewandte Kunst in Wien auf, wo eine Rednerin dazu aufforderte, das Massaker der Hamas auf Israel vom 7. Oktober nicht mehr zu erwähnen. Mehrere Stimmen skandieren, die filmende Person solle die Kundgebung sofort verlassen. Dann kam es zu einer Diskussion und mutmaßlich kurzen Handgreiflichkeiten – bis das Video endet.
Nach dem Terrorangriff der Hamas auf Israel 2023 kam es auch in Wien zu Ausschreitungen und Protesten mit antisemitischen Parolen. JöH veröffentlichte Bilder von antijüdischen Beschmierungen auf dem Campus der Universität Wien auf dem Social-Media-Kanal X, vormals Twitter. Am 27. Oktober wurde am Wiener Judenplatz von den JöH im Rahmen der Initiative „Bring Them Home Now“ ein leerer Schabbat-Tisch mit 229 Bildern aufgestellt, um auf die 229 von der Hamas in den Gazastreifen entführten israelischen Geiseln aufmerksam zu machen. Am 2. November sprach der Präsident der JöH, Alon Ishay, bei einem Lichtermeer gegen Antisemitismus am Heldenplatz vor über 20.000 Menschen von „pogromartigen Zuständen“ nach dem Hamas-Terror, wobei er sich auf Vorkommnisse an mehreren Orten der Welt bezog.
Im Vorfeld der Nationalratswahl in Österreich 2024 veranstaltete die JöH eine siebentägige Mahnwache bis zum Wahltag, um gegen die FPÖ sowie „gegen Volkskanzler und Kellernazis“ zu demonstrieren. An jedem abendlichen Termin wurden Rede- und Textbeiträge von Personen aus dem öffentlichen Leben präsentiert. Zu den Vortragenden gehörten Holocaust-Überlebende, die Autorin Elfriede Jelinek, Autor Michael Köhlmeier und der Historiker Doron Rabinovici und der Präsident des European Jewish Congress Ariel Muzicant. Zum Start des Protestes erklärte Alon Ishay, Präsident der JöH, die Videoinstallation auf dem Burgtor: „Als junge Jüdinnen und Juden stellen wir uns oft die tragische Frage, wer uns während der NS-Zeit versteckt hätte. Beim FPÖ-Chef fällt die Antwort knapp und ernüchternd aus: Herbert Kickl hätte uns deportiert.“ Nachdem bei einer Burschenschaft-Beerdigung mit der Beteiligung von hochrangigen FPÖ-Funktionären ein SS-Treuelied gesungen worden war, brachte die JöH eine Anzeige ein. Im Vorfeld der Wahl von Walter Rosenkranz zum neuen österreichischen Präsidenten des Parlamentes kritisierte die Studierendenvereinigung dessen Wahl. Es sei gefährlich, dass ein Mitglied einer „deutschnationalen, schlagenden Burschenschaft, die dem rechtsextremen Spektrum angehöre“, Präsident des Nationalrates werde und damit das zweithöchste Amt der Republik übernehme. Eine jüdische Demonstration hinderte den Parlamentspräsidenten Rosenkranz nach seiner Wahl daran, zum Gedenken an die Pogrome des 9. November 1938 einen Kranz niederzulegen. Mitglieder der JöH bildeten aus Protest gegen den FPÖ-Politiker eine Menschenkette um das Holocaustmahnmal am Judenplatz in Wien. „Wer Nazis ehrt, dessen Wort ist nichts wert!“, stand auf einem Transparent, das die Demonstranten in Wien hochhielten. Der IKG-Präsident Oskar Deutsch zeigte Verständnis und stellte sich hinter den JöH-Protest gegen den FPÖ-Nationalratspräsidenten. Im Dezember 2024 protestierte die JöH gegen den Auftritt der UNO-Sonderbotschafterin Francesca Albanese an der Universität Wien. Die jüdischen Studierenden warfen ihr die Verbreitung von antisemitischen Narrativen vor; die Hamas-Gräuel des 7. Oktober werde von ihr als „Widerstand“ verklärt, außerdem werfe sie der USA vor, von „der Jüdischen Lobby unterworfen“ zu sein. Zudem trat sie bei Konferenzen der Terrororganisation Hamas auf und ignoriere einseitig das Leid der Israelis. Der israelische Botschafter schloss sich der Kritik an und plädierte für eine Absage der Veranstaltung.
Nach dem Scheitern der Regierungsverhandlungen zwischen ÖVP, SPÖ und NEOS organisierte die JöH eine spontane Kundgebung am Ballhausplatz mit dem Titel „Herbert Kickl als Bundeskanzler verhindern!“. Neben den jüdischen Studierenden haben sich auch die Omas gegen rechts, SOS Mitmensch  sowie die Alternativen, Grünen und Unabhängigen GewerkschafterInnen (AUGE) am Anti-FPÖ-Protest beteiligt. Anlässlich des Holocaust-Gedenktages und der Koalitionsverhandlungen von FPÖ und ÖVP, übergab die JöH im Rahmen einer Protestaktion dem Bundesvorstand der Volkspartei ein Geschichte-Schulbuch und erinnerte sie an Vorfälle der Geschichtsvergessenheit in der Vergangenheit. Es gab zudem einen Boykottaufruf gegen eine Parlamentsveranstaltung zum Holocaust-Gedenktag, zu der Parlamentspräsident Rosenkranz von der FPÖ eingeladen hatte.
Im März 2025 haben Polizei und der Verfassungsschutz eine Protestaktion der JöH vor der Hofburg, einen Tag vor dem Wiener Akademikerball, aufgelöst. Die Studierenden hatten anlässlich des umstrittenen Balls drei Tage lang eine Projektion auf das äußere Burgtor geworfen, auf der ein Countdown zu dem von ihnen „Nazi Ball“ genannten Ball zu sehen war. Laut JöH wurde mit der Auflösung eine friedliche Kundgebung gegen den FPÖ-Ball unterbunden und Ermittlungen eingeleitet – und das, ohne die Staatsanwaltschaft zu involvieren. JöH-Präsident Alon Ishay und auch die Die Grünen kritisierten eine mögliche „politische Einflussnahme“. Die zuständige Staatsanwältin folgte in ihrer Entscheidung den Argumenten der JöH und stellte das Verfahre wegen „Verhetzung“ wenige Tage nach der Auflösung des Protestes ein.

### Konflikt mit dem VSStÖ
Im Mai 2025 warf die JöH in einem offenen Brief der größten ÖH-Fraktion, dem Verband sozialistischer Student_innen (VSStÖ), vor, die Vertretung jüdischer Studierender in Österreich zu boykottieren. Hintergrund ist das Palästina-Protestcamp 2024 am Gelände des Alten AKH, bei dem gegen Israels Kriegsführung im Gazastreifen protestiert wurde. Dieses Camp war Thema in einer 400 Mitglieder umfassenden Whatsapp-Gruppe der JöH. Ein Mitglied bezeichnete die Demonstranten als „Viecher“ oder „cockroaches“ (Schaben). Ein weiteres Mitglied der Whatsapp-Gruppe vergleicht den Slogan „Free Palestine“ mit „Heil Hitler“. Daraufhin reagiert ein Mitglied mit: „Menschen als Kakerlaken zu bezeichnen ist ganz klar entmenschlichend, rassistisch und der JÖH nicht würdig“. Ein weiteres Mitglied warnt vor einer möglichen Veröffentlichung: „Falls wer einen Screenshot von dieser Nachricht machen würde und dann veröffentlicht, wäre das ein wirklich schlechtes Bild für uns und die JÖH“. Ein Jahr später wurden die abwertenden Chats auf Instagram veröffentlicht, die Kritik an diesen Aussagen nicht. Versehen wurden die Postings auf Instagram mit Aussagen, die die JöH als antisemitisch bewertet. Als Reaktion auf diese Veröffentlichung verlangte der VSStÖ eine Stellungnahme der JöH, diese lehnten ab, da man sich „nicht auf Zuruf von antisemitischen Hasspostings dazu drängen lassen“ wolle. Daraufhin informierte der VSStÖ die JöH, dass man keine Veranstaltungen der JöH mehr bewerben werde, solange keine Verantwortung für die „rassistischen Inhalte“ übernommen wurde. Schließlich reagierte die JöH darauf mit einem offenen Brief und warf dem VSStÖ einen Boykott und Antisemitismus vor, der beide Vorwürfe zurückwies.

## Aktivismus jüdischer Studierender
Hinter dem Aktivismus jüdischer Studierender in der Hochschülerschaft steckt der Wunsch, Antisemitismus etwas entgegenzusetzen und das Gedenken an die Schoah zu schützen. Die jungen Jüdinnen und Juden üben auch immer wieder Kritik an der Verharmlosung des Holocaust auf Corona-Demonstrationen, wo in der Vergangenheit etwa Davidsterne mit dem Schriftzug „ungeimpft“ und Schilder mit dem Spruch „Impfen macht frei“ zu sehen waren. Die Folgen der Schoah, in der sechs Millionen Jüdinnen und Juden ermordet wurden, spüren die nachfolgenden Generationen noch heute. Sashi Turkof von der JöH sprach 2022 gegenüber dem ORF von einem belastenden Trauma, das von Generation zu Generation weitergegeben werde. Jüdischer Aktivismus bedeute auch, sich dafür zu entscheiden, „etwas mit diesem Trauma zu machen“ und gegen „immer noch bestehende Ressentiments und Vorurteile zu kämpfen“ – eine Aufgabe, die auch von Generation zu Generation weitergegeben wird.